# Бай и батрак
Бай и батрак (другое название – Бей и ратай) (узб. Бой ила хизматчи) – советский чёрно-белый художественный фильм, снятый режиссёрами Латифом Файзиевым и Александром Гинцбургом  на Ташкентской студии художественных и хроникальных фильмов в 1953 году.
Фильм снят по одноимённой пьесе Хамзы, первому произведению узбекской советской драматургии.
Премьера фильма состоялась 26 мая 1954 года.

## Сюжет
Фильм показывает пробуждение классового сознания трудящихся узбеков накануне и в годы Октябрьской революции, его стремление к свободе, равноправию и лучшей жизни, критикует феодальный строй, царских чиновников, алчных священнослужителей и богатых баев, землевладельцев. В то время как революция набирает обороты, узбеки ценой собственной жизни и свободы вступают в противостояние с правящим режимом.

## В ролях
- Шукур Бурханов — Гафур, батрак (дубляж Владимир Соловьёв)
- Сара Ишантураева – Джамиля, жена Гафура (дублировала Янина Жеймо)
- Наби Рахимов – Алексей, революционер
- Гани Агзамов – имам
- Амин Турдыев – Кадыркул, минбаши
- Марьям Якубова – Хонзадахон, вторая жена бая (дублировала Елена Егорова)
- Яйра Абдуллаева – Гулбахор, третья жена бая
- Обид Джалилов – Салихбай
- Лутфулла Назруллаев – Холмат, слуга бая
- Сагди Табибуллаев –  пятидесятник Эллиг-баши
- Зейнал Садриева - Пошшооим, первая жена бая
- Замира Хидоятова – Рахимахола, мать Джамили
- Мария Кузнецова – Ходжиона, мать бая
- Кудрат Ходжаев – уездный начальник
- Абдулхак Норбаев – казий (судья)
- Джура Таджиев — друг Гафура
- Шариф Каюмов – друг Гафура

## Съёмочная группа
- Режиссёры — Латиф Файзиев и Александр Гинцбург
- Оператор — Николай Рядов
- Композитор — Муталь  Бурханов
- Художник — Валентин Синиченко